# Uzemain
Uzemain és un municipi francès, situat al departament dels Vosges i a la regió del Gran Est. L'any 2007 tenia 1.102 habitants.

## Demografia

### Població
El 2007 la població de fet d'Uzemain era de 1.102 persones. Hi havia 418 famílies, de les quals 88 eren unipersonals (44 homes vivint sols i 44 dones vivint soles), 125 parelles sense fills, 157 parelles amb fills i 48 famílies monoparentals amb fills.
La població ha evolucionat segons el següent gràfic:
Habitants censats

### Habitatges
El 2007 hi havia 492 habitatges, 421 eren l'habitatge principal de la família, 36 eren segones residències i 35 estaven desocupats. 413 eren cases i 76 eren apartaments. Dels 421 habitatges principals, 328 estaven ocupats pels seus propietaris, 81 estaven llogats i ocupats pels llogaters i 12 estaven cedits a títol gratuït; 3 tenien una cambra, 12 en tenien dues, 48 en tenien tres, 106 en tenien quatre i 252 en tenien cinc o més. 339 habitatges disposaven pel capbaix d'una plaça de pàrquing. A 180 habitatges hi havia un automòbil i a 205 n'hi havia dos o més.

### Piràmide de població
La piràmide de població per edats i sexe el 2009 era:
| Homes | Edats   | Dones |
| ----- | ------- | ----- |
| 0     | 95 o +  | 0     |
| 0     | 90 a 94 | 8     |
| 4     | 85 a 89 | 12    |
| 0     | 80 a 84 | 16    |
| 20    | 75 a 79 | 12    |
| 20    | 70 a 74 | 20    |
| 20    | 65 a 69 | 20    |
| 24    | 60 a 64 | 20    |
| 28    | 55 a 59 | 28    |
| 40    | 50 a 54 | 52    |
| 36    | 45 a 49 | 24    |
| 44    | 40 a 44 | 24    |
| 40    | 35 a 39 | 52    |
| 28    | 30 a 34 | 56    |
| 20    | 25 a 29 | 16    |
| 36    | 20 a 24 | 12    |
| 32    | 15 a 19 | 40    |
| 28    | 10 a 14 | 52    |
| 40    | 5 a 9   | 56    |
| 36    | 0 a 4   | 20    |

## Economia
El 2007 la població en edat de treballar era de 724 persones, 531 eren actives i 193 eren inactives. De les 531 persones actives 479 estaven ocupades (250 homes i 229 dones) i 50 estaven aturades (17 homes i 33 dones). De les 193 persones inactives 72 estaven jubilades, 68 estaven estudiant i 53 estaven classificades com a «altres inactius».

### Ingressos
El 2009 a Uzemain hi havia 426 unitats fiscals que integraven 1.078,5 persones, la mediana anual d'ingressos fiscals per persona era de 16.426 €.

### Activitats econòmiques
Dels 32 establiments que hi havia el 2007, 1 era d'una empresa extractiva, 1 d'una empresa alimentària, 3 d'empreses de fabricació d'altres productes industrials, 13 d'empreses de construcció, 7 d'empreses de comerç i reparació d'automòbils, 2 d'empreses d'hostatgeria i restauració, 4 d'empreses de serveis i 1 d'una empresa classificada com a «altres activitats de serveis».
Dels 14 establiments de servei als particulars que hi havia el 2009, 2 eren tallers de reparació d'automòbils i de material agrícola, 4 paletes, 4 fusteries, 2 lampisteries, 1 electricista i 1 empresa de construcció.
Dels 2 establiments comercials que hi havia el 2009, 1 era una botiga de menys de 120 m² i 1 una botiga de material de revestiment de parets i terra.
L'any 2000 a Uzemain hi havia 33 explotacions agrícoles que ocupaven un total de 1.428 hectàrees.

## Equipaments sanitaris i escolars
El 2009 hi havia una escola elemental.

## Poblacions més properes
El següent diagrama mostra les poblacions més properes.